# Bisbat de Port Blair
El bisbat de Port Blair (hindi:  पोर्ट ब्लेयर के सूबा , llatí: Dioecesis Portus Blairensis) és una seu de l'Església Catòlica a l'Índia, sufragània de l'arquebisbat de Ranchi. Al 2016 tenia 34.439 batejats sobre una població de 433.634 habitants. Actualment es troba vacant.

## Territori
La diòcesi comprèn tot el territori insular d'Andaman i Nicobar.
La seu episcopal és la ciutat de Port Blair, on es troba la catedral de Sant Martí.
El territori s'estén sobre 8.249 km², i està dividit en 14 parròquies.

## Història
La diòcesi va ser erigida el 22 de juny de 1984 pel papa Joan Pau II mitjançant la butlla Ex quo Christus, prenent el territori de l'arquebisbat de Ranchi.

## Cronologia episcopal
- Aleixo das Neves Dias, S.F.X. (22 de juny de 1984 - 6 de gener de 2019 renuncià)

## Estadístiques
A finals del 2016, la diòcesi tenia 34.439 batejats sobre una població de 433.634 persones, equivalent al 7,9% del total.
| any  | població | població | població | sacerdots | sacerdots       | sacerdots       | sacerdots             | diaques | religiosos | religiosos | parròquies |
| ---- | -------- | -------- | -------- | --------- | --------------- | --------------- | --------------------- | ------- | ---------- | ---------- | ---------- |
| any  | batejats | total    | %        | total     | clergat secular | clergat regular | batejats por sacerdot | diaques | homes      | dones      |            |
| 1990 | 23.097   | 198.000  | 11,7     | 18        |                 | 18              | 1.283                 |         | 20         | 43         | 8          |
| 1999 | 35.469   | 392.969  | 9,0      | 28        | 8               | 20              | 1.266                 |         | 21         | 82         | 11         |
| 2000 | 36.436   | 398.864  | 9,1      | 28        | 8               | 20              | 1.301                 |         | 21         | 78         | 11         |
| 2001 | 38.652   | 421.217  | 9,2      | 31        | 10              | 21              | 1.246                 |         | 22         | 81         | 11         |
| 2002 | 38.120   | 410.098  | 9,3      | 32        | 12              | 20              | 1.191                 |         | 21         | 85         | 12         |
| 2003 | 38.860   | 356.265  | 10,9     | 38        | 14              | 24              | 1.022                 |         | 24         | 88         | 12         |
| 2004 | 39.469   | 356.265  | 11,1     | 38        | 14              | 24              | 1.038                 |         | 24         | 86         | 13         |
| 2013 | 34.619   | 398.000  | 8,7      | 43        | 22              | 21              | 805                   |         | 25         | 95         | 14         |
| 2016 | 34.439   | 433.634  | 7,9      | 44        | 23              | 21              | 782                   |         | 25         | 94         | 14         |